# Hypixel
Hypixel är en Minecraft-spelserver, grundad 14 april 2013, av Simon Collins-Laflamme och Fhilippe Touchette. I december 2018 hade servern totalt 14 miljoner unika inloggningar.
Hypixel består av flera olika minigames. Spelservern ägs av Hypixel Inc. och används av omkring 2 miljoner spelare varje månad. Den 21 december 2016 nådde Hypixel milstolopen 10 miljoner unika spelare och den 13 december 2018 nådde servern 14 miljoner spelare.

## Incidenter
Hypixel har blivit utsatta för DDoS-attacker av hackers. En märkbar attack inträffade september 2016 där ägarna av en okänd server använde Mirai, ett DDoS virus, för att attackera Hypixels server.
I april 2018 började Hypixel att använda Cloudflare Spectrum som DDoS-skydd.

## Hytale
Den 9 december 2018 meddelade företaget att ett nytt spel med namnet Hytale ska släppas av Hypixel Studios - ett nyligen grundat företag av Hypixels grundare, med stöd från Riot Games och andra spelutvecklare, bland annat Dennis Fong, Rob Pardo och Peter Levine.
Utvecklingen för Hytale ska ha påbörjats 2015.
Trailern för Hytale fick över 30 miljoner visningar under första månaden.

## Utmärkelser
| År   | Utmärkelse         | Nominerad       | Kategori                                               | Resultat | Referenser   |
| ---- | ------------------ | --------------- | ------------------------------------------------------ | -------- | ------------ |
| 2017 | Guinness rekordbok | Hypixel Network | Mest populära oberoende spelserver                     | Vann     | [ 7 ] [ 11 ] |
| 2017 | Guinness rekordbok | Hypixel Network | Flest unika spelare på en Minecraft server: 11,982,298 | Vann     | [ 5 ]        |
| 2017 | Guinness rekordbok | Hypixel Network | Mest populära Minecraft nätverk                        | Vann     | [ 5 ]        |
| 2017 | Guinness rekordbok | Hypixel Network | Flest spellägen på en Minecraft server: 43             | Vann     | [ 15 ]       |